# Queen of the World
Queen of the World este un concurs de frumusețe internațional la care pot participa femeile necăsătorite și care se ține aproape anual. Concursul are loc pe teritoriile unde se vorbește limba germană fiind inițiată în anul 1988 de cântărețul austriac "Erich Reindl", care a contribuit și la organizarea concursurilor Miss Austria și Miss Germany.

## Câștigătoare ale concursului
| Anul | Queen of the World    | Țara          | Locul                              |
| ---- | --------------------- | ------------- | ---------------------------------- |
| 1988 | Susann Stoss          | Germania      | Timmendorfer Strand, Germania      |
| 1989 | Elisabeth Lebioda     | Polonia       | Baden-Baden, Germania              |
| 1990 | Daniela Mihalic       | Iugoslavia    | Baden-Baden, Germania              |
| 1991 | n-a avut loc          | n-a avut loc  | n-a avut loc                       |
| 1992 | Ines Kuba             | Germania      | Viena, Austria                     |
| 1993 | n-a avut loc          | n-a avut loc  | n-a avut loc                       |
| 1994 | Anchalotte Wiedeberg  | Suedia        | Moscova, Rusia                     |
| 1995 | Yesim Palnouz         | Turcia        | Baden-Baden, Germania              |
| 1996 | Yasemin Mansoor       | Germania      | Baden-Baden, Germania              |
| 1997 | Natália Kacinová      | Slovacia      | Baden-Baden, Germania              |
| 1998 | Katka Stočesová       | Cehia         | Bonn, Germania                     |
| 1999 | n-a avut loc          | n-a avut loc  | n-a avut loc                       |
| 2000 | Janice Velez          | Puerto Rico   | Bad Homburg vor der Höhe, Germania |
| 2001 | n-a avut loc          | n-a avut loc  | n-a avut loc                       |
| 2002 | Íris Björk Árnadóttir | Islanda       | Düsseldorf, Germania               |
| 2003 | Magdalena Majewska    | Polonia       | Düsseldorf, Germania               |
| 2004 | Anja Büttgen          | Africa de Sud | München, Germania                  |
| 2005 | n-a avut loc          | n-a avut loc  | n-a avut loc                       |
| 2006 | Lissette Garcia       | Cuba          | Mannheim, Germania                 |
| 2007 | Roxana Curelea        | România       | Ischgl, Austria                    |
| 2008 | Julia Schmidt         | Liechtenstein | Ischgl, Austria                    |
| 2009 | Veronika Vovchuk      | Ucraina       | Berlin, Germania                   |